# Панайот-Хитово
Панайо́т-Хи́тово (болг. Панайот Хитово) — село в Тирговиштській області Болгарії. Входить до складу общини Омуртаг.

## Населення
За даними перепису населення 2011 року у селі проживали 279 осіб.
Національний склад населення села:
| Національність   | Кількість осіб | Відсоток |
| ---------------- | -------------- | -------- |
| турки            | 259            | 92,8%    |
| болгари          | 19             | 6,8%     |
| інша             | 0              | 0%       |
| Всього відповіли | 279            |          |

Розподіл населення за віком у 2011 році:
Динаміка населення: